# Bajuszverseny
A Bajuszverseny 1983-ban forgatott, és 1984. szeptember 22-én bemutatott zenés mesejáték. A 63 perces, a Magyar Televízió által legyártott tévéjáték forgatókönyvét Romhányi József írta Enyedi György és Tömöri Márta eredeti meséje alapján. A film rendezője Bácskai Lauró István, zeneszerzője és a dalok írója Madarász Iván volt. A főszerepeket Kubik Anna, Straub Dezső, Horváth Jenő (Vacila király) és Ábrahám Edit játszotta.

## Történet
A mesejáték a távoli országok iskoláit megjárt vándordiák (Straub Dezső) történetét meséli el, aki kóborlásai során éppen Vacila király (Horváth Jenő) palotája előtt heveredik le egy rövid pihenőre. Miközben ott dalol, a vár fokán megpillantja Vacila király aranyhajú leányát, Hajnalkát (Kubik Anna). A királylány száz meg száz kérőjét kikosarazta már, de kényeskedéseit elunó királyi apja haragosan követeli: válasszon végre férjet magának! Hajnalka színleg meghajol az atyai akarat előtt, de kiköti: csak ahhoz megy feleségül, akinek hosszabb a bajusza, mint az ő vállig érő haja. A vándordiák – noha álla éppen csak pelyhedzik – beáll a kérők hosszú sorába, és tanúja lehet annak, ahogy a szomszédos országok királyai csalással pályáznak Hajnalka kezére: kenderrel, futóbabbal, mézesmadzaggal toldják meg egyébként rövidke bajuszkájukat. A vándordiák sorra leleplezi őket, s ravaszságával, szemfülességével elnyeri Hajnalka szívét, aki végül levágatja hosszú aranyhaját, hogy hozzámehessen szíve választottjához.